# Kanton Lessay
Der Kanton Lessay war von 1790 bis 2015 ein französischer französischer Wahlkreis im Arrondissement Coutances, im Département Manche und in der Region Basse-Normandie; sein Hauptort war Lessay. Der Kanton war ca. 169 km² groß und hatte 9924 Einwohner (Stand: 2012).
Der Kanton umfasste Wahlberechtigte aus zwölf Gemeinden und einem Teil der Gemeinde Vesly:
| Gemeinde                | Einwohner Jahr | Fläche km² | Bevölkerungsdichte | Code INSEE | Postleitzahl |
| ----------------------- | -------------- | ---------- | ------------------ | ---------- | ------------ |
| Angoville-sur-Ay        | 243 (2013)     | 6,72       | 36 Einw./km²       | 50012      | 50430        |
| Anneville-sur-Mer       | 247 (2013)     | 3,73       | 66 Einw./km²       | 50014      | 50560        |
| Bretteville-sur-Ay      | 392 (2013)     | 9,75       | 40 Einw./km²       | 50078      | 50430        |
| Créances                | 2207 (2013)    | 20,32      | 109 Einw./km²      | 50151      | 50710        |
| La Feuillie             | 292 (2013)     | 12,46      | 23 Einw./km²       | 50182      | 50190        |
| Geffosses               | 421 (2013)     | 15,07      | 28 Einw./km²       | 50198      | 50560        |
| Laulne                  | 153 (2013)     | 9,06       | 17 Einw./km²       | 50265      | 50430        |
| Lessay                  | 2243 (2013)    | 22,23      | 101 Einw./km²      | 50267      | 50430        |
| Millières               | 781 (2013)     | 20,27      | 39 Einw./km²       | 50328      | 50190        |
| Pirou                   | 1522 (2013)    | 29,11      | 52 Einw./km²       | 50403      | 50770        |
| Saint-Germain-sur-Ay    | 903 (2013)     | 14,52      | 62 Einw./km²       | 50481      | 50430        |
| Saint-Patrice-de-Claids | 165 (2013)     | 5,58       | 30 Einw./km²       | 50533      | 50190        |
| Vesly                   | 711 (2013)     | –          | – Einw./km²        | 50629      | 50430        |

Von der Gemeinde Vesly lag nur ein Teil im Kantonsgebiet (angegeben ist hier allerdings die Gesamteinwohnerzahl). Der Gemeindeteil Gerville-la-Forêt befand sich im Kanton La Haye-du-Puits.